# المطارد (فلم)
المطارد: فيلم مصري، مقتبس عن رواية الحرافيش لنجيب محفوظ. أنتج الفيلم في عام 1985.

## قصة الفيلم
يدور حول زمن الفتوات والحرافيش ويقوم نور الشريف بدور ابن من عائلة الناجي الذي دار عليه الزمن وفقدت لقب الفتوة والذي كان يأخذ هذا الدور هو رجل ظالم ويقع نور الشريف في حب فتاة لكن الفتوة كان يريد أن يتزوجها ليذل نور الشريف لكن اتفقا الحبيبان على الهروب ولكن علم الفتوة بهذا الشأن فقام بقتلها وأسند التهمة إلى نور الشريف الذي قام بدوره بالهروب وقام بالتدريب على أصول الفتونة وعاش في منطقة غريبة عنه وتزوج بها وأنجب ولدا وما كان إلا أن رأه أحد أفراد الفتوة القديمة حينما تعارك مع فتوة المنطقة التي يسكن بها وهزمه فأخبر الفتوة بذلك. فلما عرف الفتوة قرر أن يخرجه من مكانه وينصب له فخاً فقام بضرب كبيرة عيلة الناجي أمام الكل وقتل أحد أفرادها ولما علم فذهب إلى منطقته القديمة وفاز على الفتوة بعد أن اعترف أنه القاتل الحقيقي للحبيبة وعندما رجع إلى زوجته وجدها تزوجت عنوة من المخبر حلمي الذي كان يحبها من زمان فقتله وهرب.

## الممثلين
- نور الشريف
- سهير رمزي
- مجدي وهبه
- ابوبكر عزت
- تحية كاريوكا
- صلاح نظمي
- عزه كمال
- روعة الكاتب
- أحمد عقل
- ابراهيم عبدالرزاق
- عبدالسلام محمد
- محمد التاجي